# Domina Vacanze

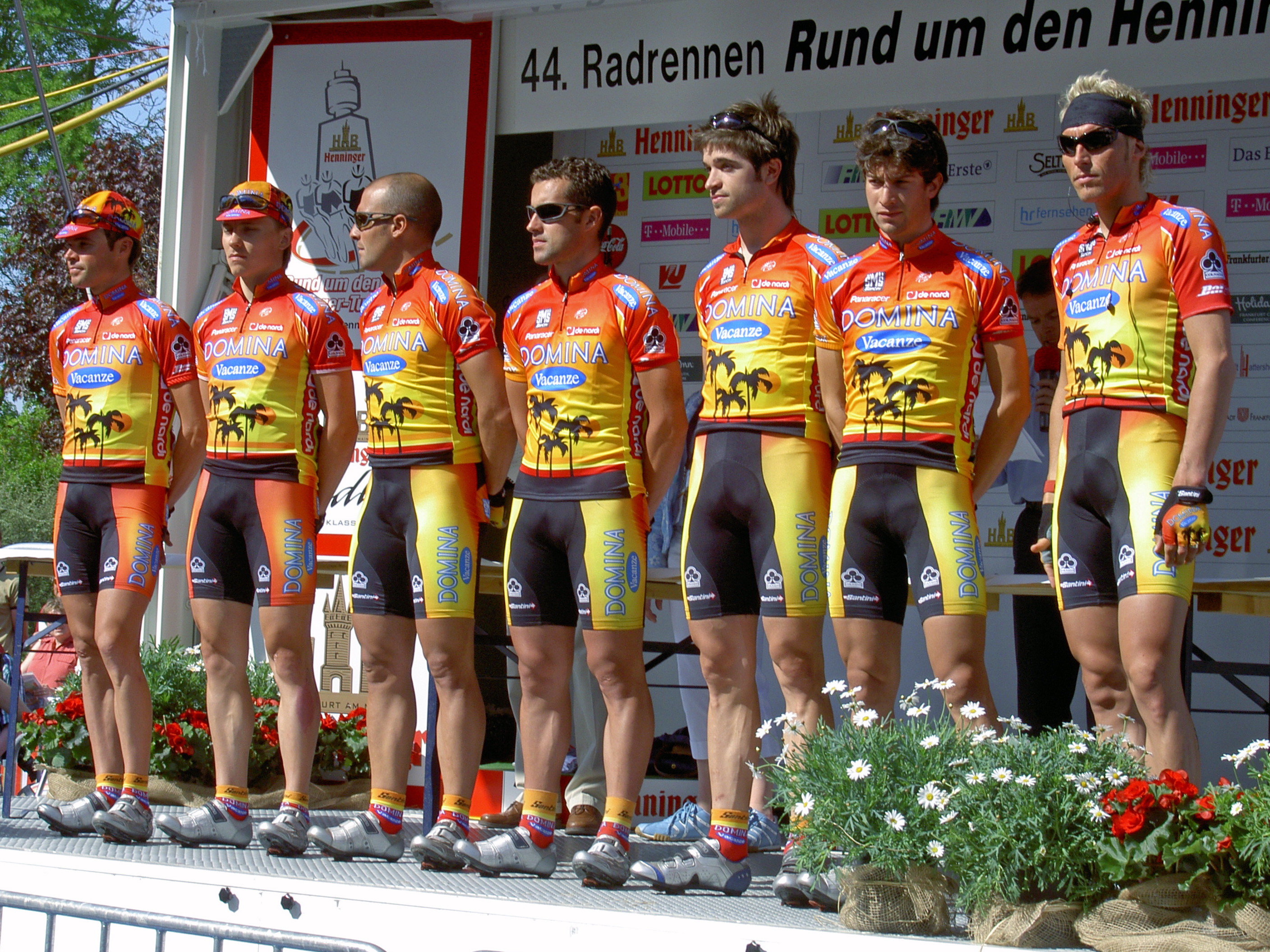
Delar av Domina Vacanze utanför Henninger Turm i Tyskland

Domina Vacanze är ursprungligen en hotellkedja i Italien men namnet förknippas internationellt med cykellaget med samma namn vilket hotellkedjan var huvudsponsorer för.
Under säsongen 2005 deltog laget i UCI ProTour trots att deras budget var betydligt lägre än övriga deltagande lag och framskjutande placeringar uteblev därför. Inför säsongen 2006 gick laget samman med Team Wiesenhof och tillsammans bildade de det tyskitalienska stallet Team Milram, som deltog i UCI ProTour, 2006.
Stallet startade 2003 men var då ett helt annat stall än det UCI ProTour-stall som tillkom senare. Inför säsongen 2003 valde den kända spurtaren Mario Cipollini att sluta cykla för Acqua & Sapone och valde att tävla för det nybildade Domina Vacanze. Stallet bytte senare namn till Naturino-Sapore di Mare och blev i slutändan Aurum Hotels. Stallet lade ned all sin verksamhet i slutet av 2007.
Inför 2003 valde cykelstallen De Nardi och Colpack Astro att samarbeta. Det nya stallet kallades De Nardi-Colpack fram till säsongen 2004. Inför säsongen 2005, samtidigt som Mario Cipollinis stall blev Naturino-Sapore di Mare valde Domina Vacanze att bli huvudsponsor för De Nardi-Colpack.
Under säsongen 2005 vann stallet bland annat den andra etappen av Tour du Bénélux med italienaren Simone Cadamuro och en etapp av Tyskland runt med kazaken Maksim Iglinskij.
En av deras mest kända cyklister var den berömda sprintern Mario Cipollini. Bland andra framträdande namn i laget kan nämnas Timothy Jones, Simone Cadamuro och Sergej Gontjar.